# Вонсош (гміна Фалкув)
Вонсош (пол. Wąsosz) — село в Польщі, у гміні Фалкув Конецького повіту Свентокшиського воєводства.
Населення — 173 особи (2011).
У 1975-1998 роках село належало до Пйотрковського воєводства.

## Демографія
Демографічна структура на день 31 березня 2011 року:
|          | Загалом | Допрацездатний вік | Працездатний вік | Постпрацездатний вік |
| -------- | ------- | ------------------ | ---------------- | -------------------- |
| Чоловіки | 89      | 15                 | 62               | 12                   |
| Жінки    | 84      | 20                 | 42               | 22                   |
| Разом    | 173     | 35                 | 104              | 34                   |